# قطعنامه ۲۰۵۰ شورای امنیت
قطعنامهٔ ۲۰۵۰ شورای امنیت سازمان ملل متحد سندی بین‌المللی دربارهٔ تمدید تحریم‌ها علیه کره شمالی است. این قطعنامه طی نشست شورای امنیت سازمان ملل متحد در تاریخ ۱۲ ژوئن ۲۰۱۲ میلادی با ۱۵ رأی موافق، ۰ مخالف و ۰ ممتنع به تصویب رسید.